# Gud Fader på Himmelsbågen

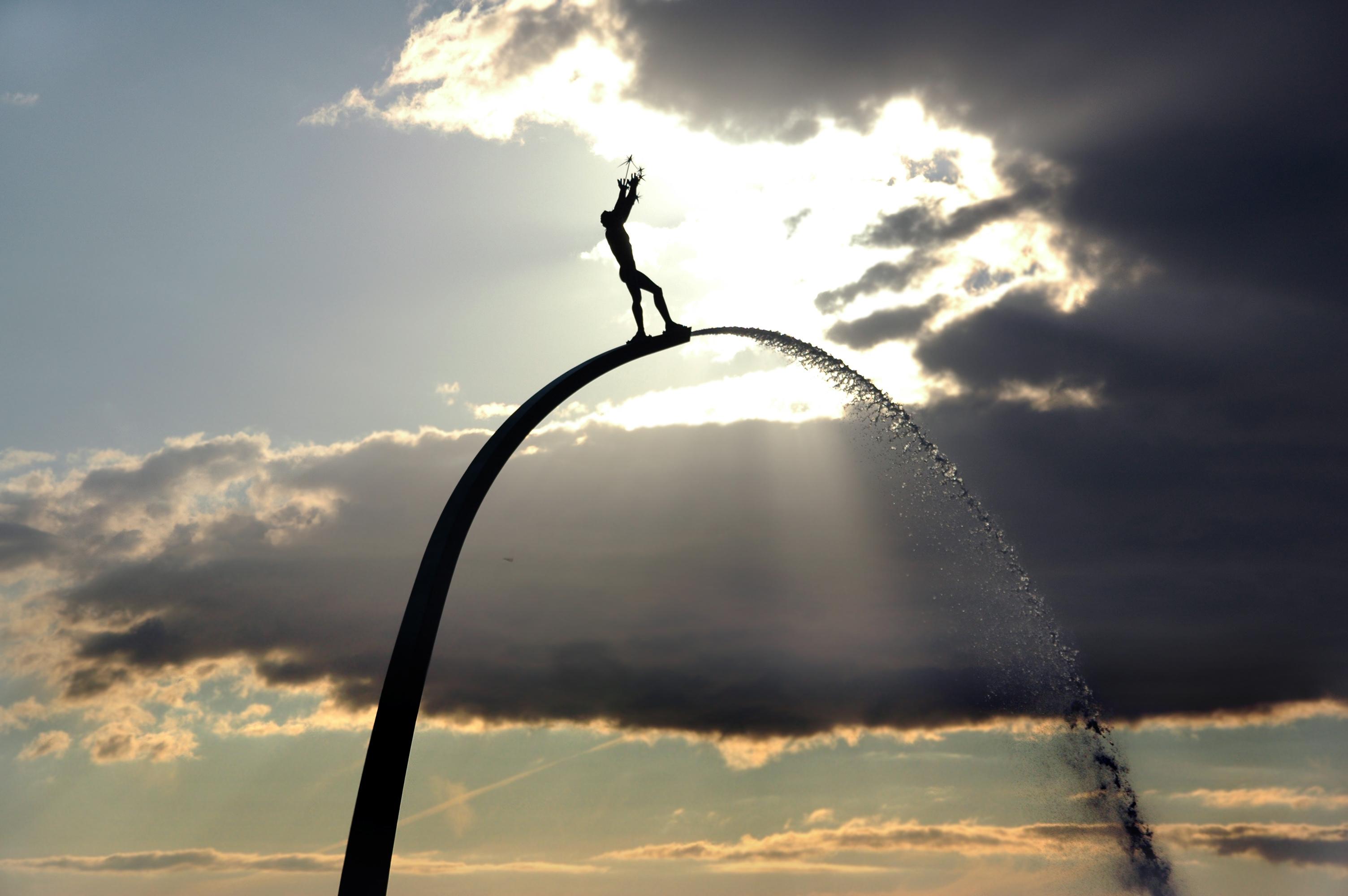
Gud Fader på himmelsbågen

Gud Fader på himmelsbågen eller Gud Fader på Regnbågen är en omkring 23 meter hög skulptur av Carl Milles i stål och brons på piren i båthamnen vid Nacka strand i Nacka.
En förlaga till skulpturen, i mindre skala, finns placerad på Gamla kyrkogården i Malmö.

## Historia
Carl Milles skisserade 1946 Gud Fader på himmelsbågen som ett fredsmonument och en hyllning av bildandet av Förenta Nationerna med tänkt placering utanför FN-byggnaden på Manhattan i New York. I slutändan ansågs då andra investeringar av FN vara viktigare än en skulptur för den då nybildade organisationen. Projektet rann därefter ut i sanden. Skulpturen har sitt ursprung i maquetten The Rainbow. Lord placing new stars on heaven, som finns på Millesgården. 
Skulpturen i Nacka strand modellerades i full skala av Milles-eleven och amerikanske skulptören Marshall Fredericks (1908-98) i Detroit i USA. Fredericks var under många år assistent till Milles på ”Cranbrook Academy of Art” och efterträdde denne där som professor i skulptur. Han var när utförandet började diskuteras 84 år gammal. Skulpturerna göts därefter av Herman Bergmans konstgjuteri i Stockholm.
Skulpturen visar Gud stående högst upp på en 18 meter hög parabelformad båge i rostfritt stål. Bågen, som tillverkades på donationsbasis i Avesta av Avesta Sheffield, föreställer himlavalvet. Vid dess fot står en ängel och räcker stjärnor till Gud Fader, som placerar ut dem på himlavalvet.
Först med dagens teknik och hållfasta konstruktioner var det möjligt att förverkliga denna smäckra skapelse som sprutar vatten i en elegant fortsättning av bågen ut i Stockholms inlopp. Skulpturen restes av Nacka Strand Förvaltning AB och invigdes den 8 september 1995 av kung Carl XVI Gustaf och drottning Silvia. Gud Fader på himmelsbågen har blivit kännetecknet för stadsdelen Nacka strand.

## Bildgalleri

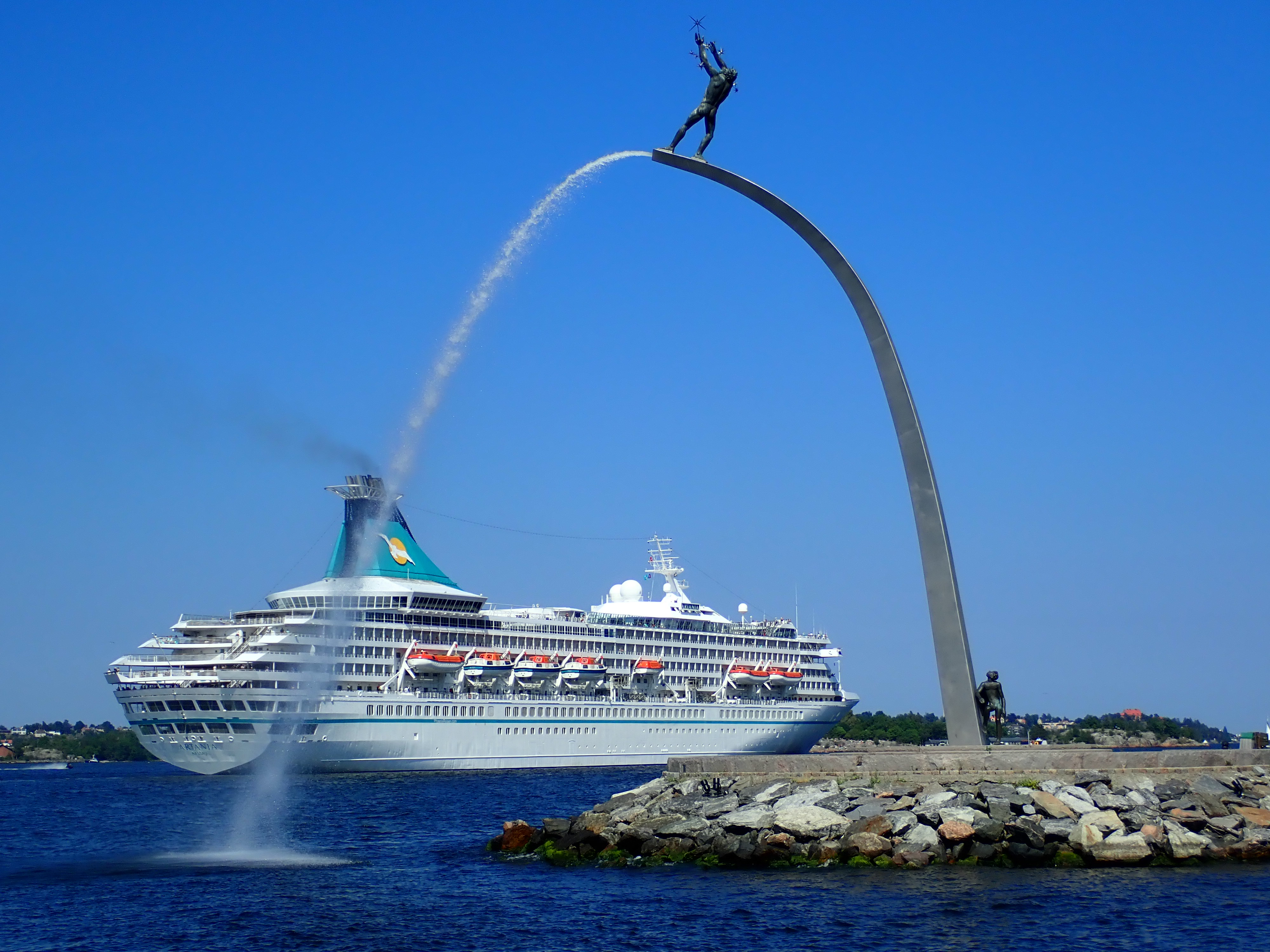
Himmelsbågen
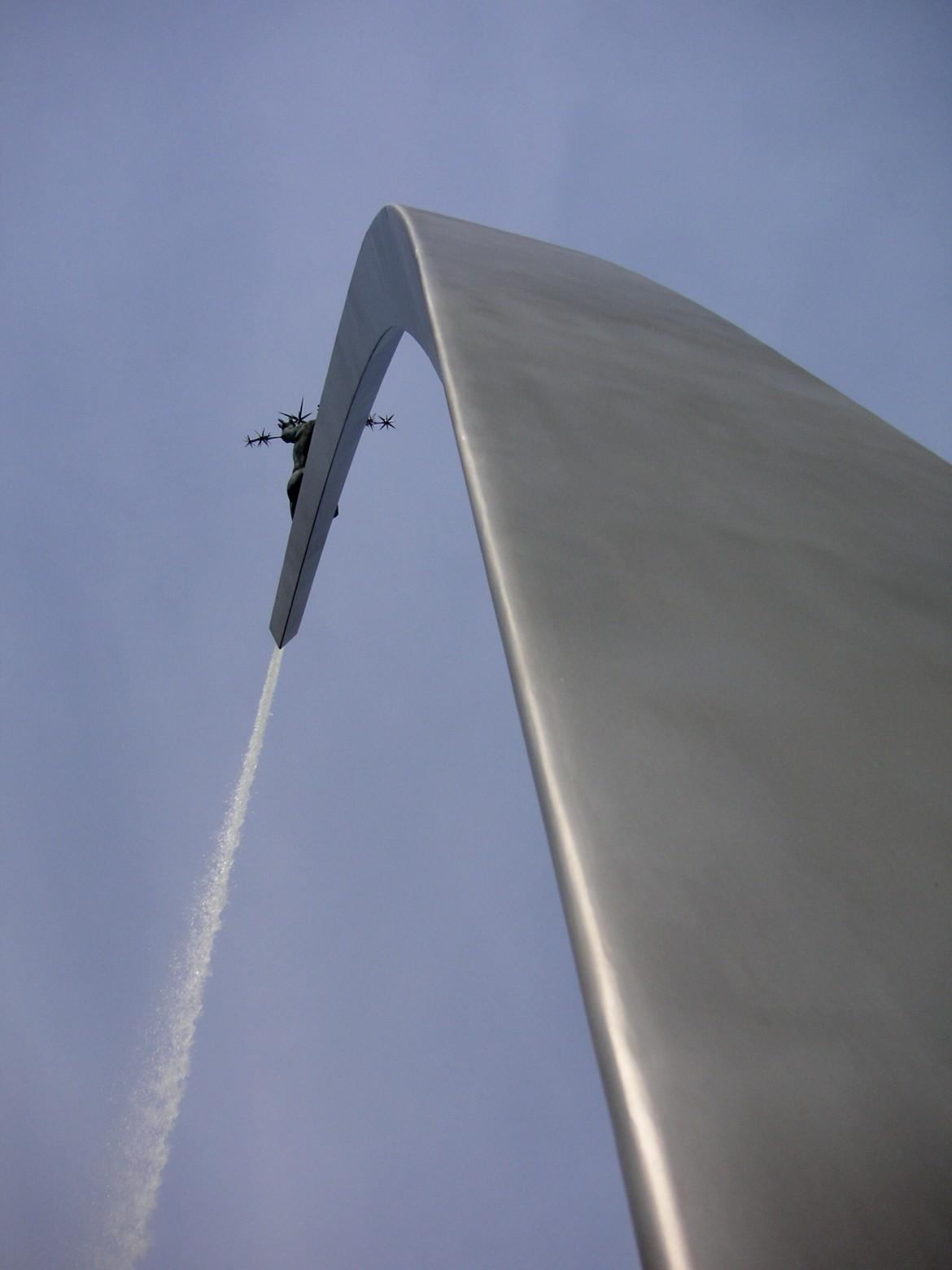
Himmelsbågen
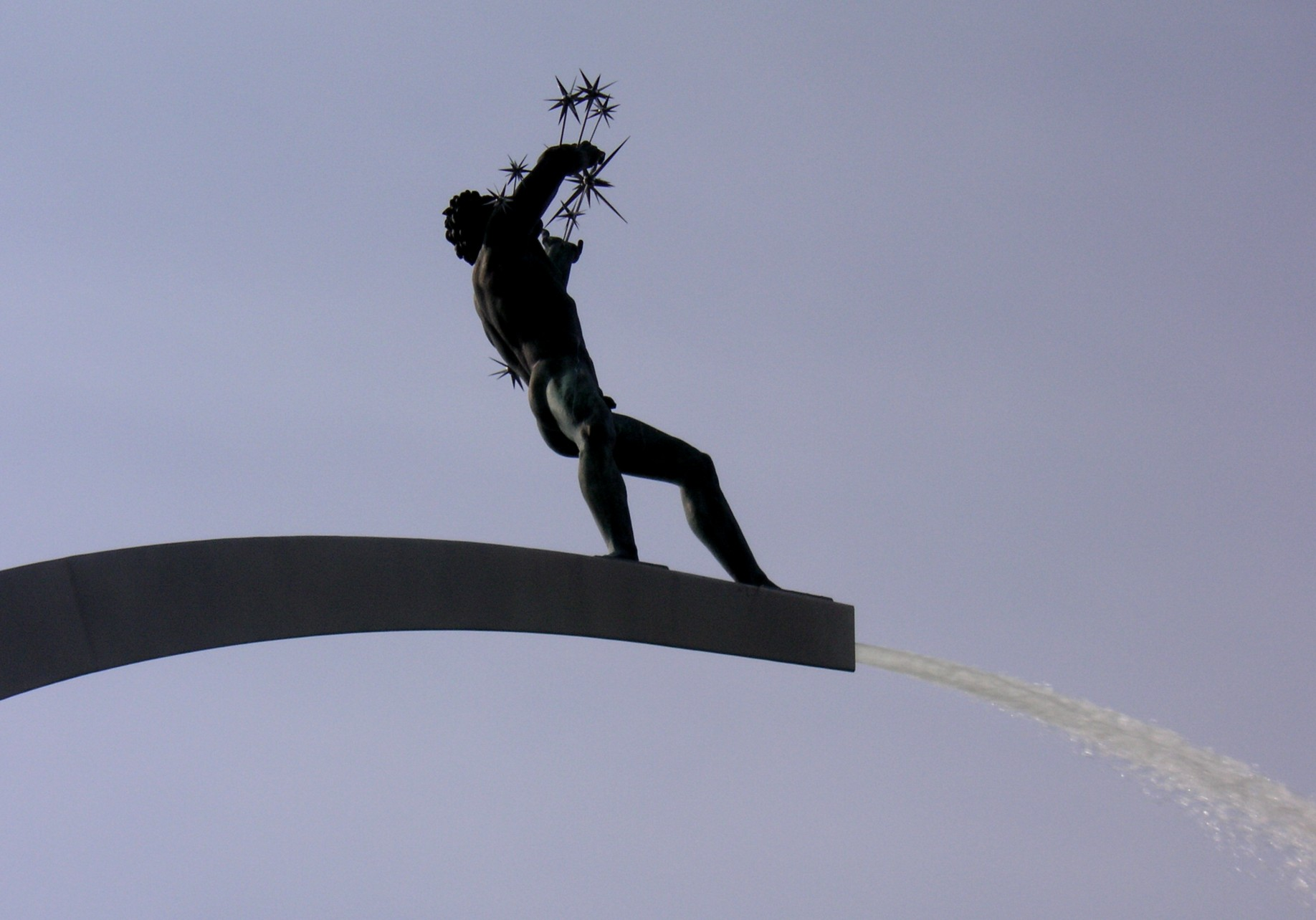
Gud Fader
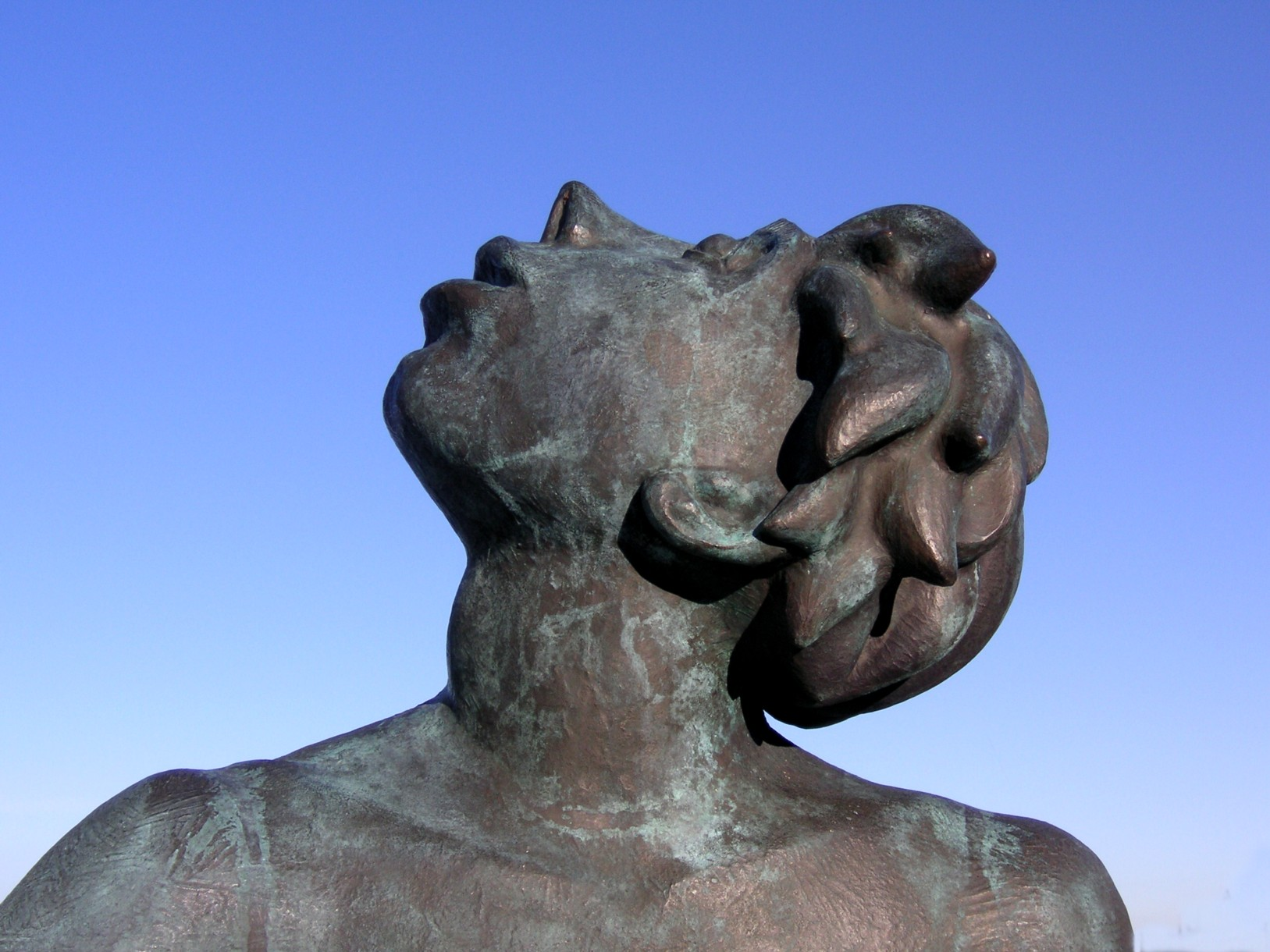
Ängeln
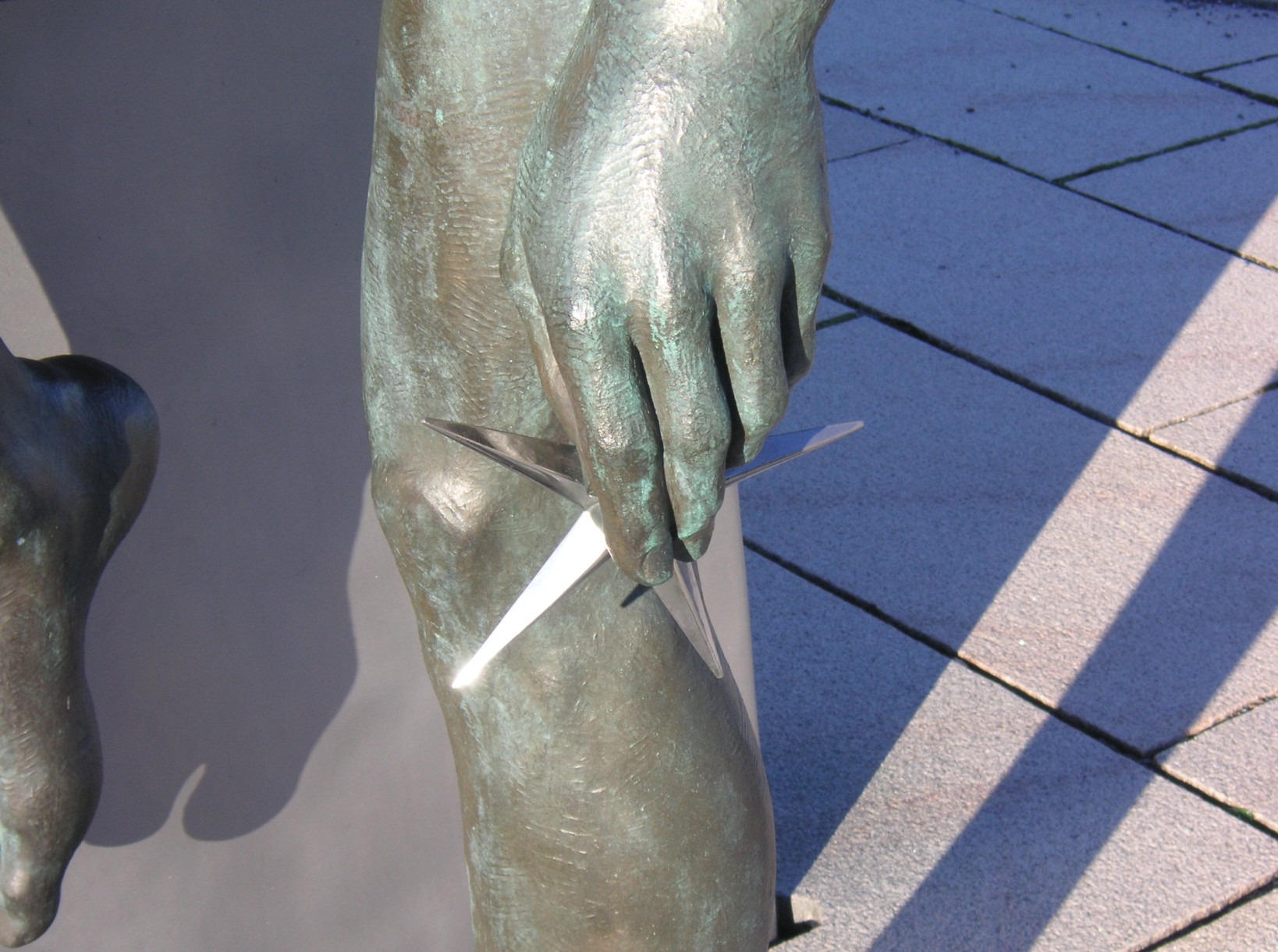
Stjärnan